# Hubrecht Goltzius
Hubrecht Goltzius, eigentlich Hubrecht Goltz (* in Hinsbeck; † erste Hälfte 16. Jh.) war ein niederländischer Maler und Begründer einer Malerdynastie.
Hubrecht Goltz stammte aus Heinsbeek und ging von dort als Maler nach Venlo. Laut Karel van Mander war er ein „kunstreicher“ Maler, der auch einen Bruder namens Sybrecht hatte, der als Bildhauer tätig gewesen sein soll. Er hatte einen Sohn Jan (Johann), der Glasmaler und Bürgermeister zu Königswert war und zwei Töchter, die beide Maler heirateten. Eine heiratete einen aus Würzburg stammenden Rüdiger oder Rutger, der aufgrund seiner Herkunft van Weertzburgh genannt wurde. Ihr Sohn war Hubertus Goltzius (auch Hubrecht Goltzius der Jüngere), der die latinisierte Namensform seines Großvaters führte.
Seine Enkel durch den Sohn waren die Kupferstecher Hendrick Goltzius und Jakob Goltzius, Julius Goltzius wohl ein Urenkel durch Hubertus Goltzius.